# Mihai Lixandru
Mihai Daniel Lixandru (n. 5 iunie 2001, Curtea de Argeș, Argeș, România) este un fotbalist român, care joacă pe post de mijlocaș la FCSB în SuperLiga României.

## Statistica carierei

### Club
La 15 aprilie 2023.
| Club                          | Sezon         | Ligă          | Ligă    | Ligă   | Cupă    | Cupă   | Europa  | Europa | Altele  | Altele | Total   | Total  |
| Club                          | Sezon         | Divizia       | Meciuri | Goluri | Meciuri | Goluri | Meciuri | Goluri | Meciuri | Goluri | Meciuri | Goluri |
| ----------------------------- | ------------- | ------------- | ------- | ------ | ------- | ------ | ------- | ------ | ------- | ------ | ------- | ------ |
| Viitorul Târgu Jiu (împrumut) | 2020–21       | Liga II       | 21      | 1      | 3       | 0      | —       | —      | —       | —      | 24      | 1      |
| Gaz Metan Mediaș (împrumut)   | 2021–22       | Liga I        | 17      | 1      | 1       | 0      | —       | —      | —       | —      | 18      | 1      |
| Mioveni (împrumut)            | 2021–22       | Liga I        | 12      | 0      | —       | —      | —       | —      | —       | —      | 12      | 0      |
| Mioveni (împrumut)            | 2022–23       | Liga I        | 26      | 1      | 2       | 0      | —       | —      | —       | —      | 28      | 1      |
| Mioveni (împrumut)            | Total         | Total         | 38      | 1      | 2       | 0      | —       | —      | —       | —      | 40      | 1      |
| FCSB                          | 2022–23       | Liga I        | 0       | 0      | 0       | 0      | 2       | 0      | —       | —      | 2       | 0      |
| Total cariera                 | Total cariera | Total cariera | 76      | 3      | 6       | 0      | 2       | 0      | —       | —      | 84      | 3      |